# Lista över fornlämningar i Öckerö kommun
Lista över fornlämningar i Öckerö kommun är en förteckning av ett urval av de fornlämningar som finns i Öckerö kommun.

## Öckerö
| Namn                    | Lämningstyp                      | Tillkomsttid | Historisk indelning | Plats | Läge                 | ID-nr          | Bild                                      |
| ----------------------- | -------------------------------- | ------------ | ------------------- | ----- | -------------------- | -------------- | ----------------------------------------- |
| Öckerö 1:1              | Röse                             |              | Öckerö, Bohuslän    |       | 57.671283, 11.658061 | 10162100010001 | Ladda upp en bild av detta fornminne      |
| Tryggeberg (Öckerö 4:2) | Röse                             |              | Öckerö, Bohuslän    |       | 57.687284, 11.660957 | 10162100040002 | Ladda upp en bild av detta fornminne      |
| Öckerö 5:1              | Röse                             |              | Öckerö, Bohuslän    |       | 57.681916, 11.672914 | 10162100050001 | Ladda upp en bild av detta fornminne      |
| Öckerö 6:1              | Hällristning                     |              | Öckerö, Bohuslän    |       | 57.693271, 11.660760 | 10162100060001 | Ladda upp en bild av detta fornminne      |
| Öckerö 12:1             | Röse                             |              | Öckerö, Bohuslän    |       | 57.681145, 11.665652 | 10162100120001 | Ladda upp en bild av detta fornminne      |
| Öckerö 13:1             | Röse                             |              | Öckerö, Bohuslän    |       | 57.696117, 11.623069 | 10162100130001 | Ladda upp en bild av detta fornminne      |
| Öckerö 16:1             | Fiskeläge                        |              | Öckerö, Bohuslän    |       | 57.696370, 11.617347 | 10162100160001 | Ladda upp en bild av detta fornminne      |
| Öckerö 17:1             | Fiskeläge                        |              | Öckerö, Bohuslän    |       | 57.696301, 11.616008 | 10162100170001 | Ladda upp en bild av detta fornminne      |
| Öckerö 19:1             | Röse                             |              | Öckerö, Bohuslän    |       | 57.698527, 11.614553 | 10162100190001 | Ladda upp en till bild av detta fornminne |
| Öckerö 21:1             | Fiskeläge                        |              | Öckerö, Bohuslän    |       | 57.683065, 11.673450 | 10162100210001 | Ladda upp en bild av detta fornminne      |
| Öckerö 22:1             | Stensättning                     |              | Öckerö, Bohuslän    |       | 57.698308, 11.626348 | 10162100220001 | Ladda upp en bild av detta fornminne      |
| Öckerö 26:1             | Stenkrets                        |              | Öckerö, Bohuslän    |       | 57.747339, 11.674388 | 10162100260001 | Ladda upp en bild av detta fornminne      |
| Öckerö 28:1             | Röse                             |              | Öckerö, Bohuslän    |       | 57.699798, 11.614947 | 10162100280001 | Ladda upp en bild av detta fornminne      |
| Öckerö 29:1             | Fiskeläge                        |              | Öckerö, Bohuslän    |       | 57.701550, 11.617183 | 10162100290001 | Ladda upp en bild av detta fornminne      |
| Öckerö 30:1             | Röse                             |              | Öckerö, Bohuslän    |       | 57.701846, 11.618927 | 10162100300001 | Ladda upp en bild av detta fornminne      |
| Öckerö 39:1             | Röse                             |              | Öckerö, Bohuslän    |       | 57.734893, 11.694447 | 10162100390001 | Ladda upp en bild av detta fornminne      |
| Öckerö 40:1             | Begravningsplats                 |              | Öckerö, Bohuslän    |       | 57.662795, 11.624927 | 10162100400001 | Ladda upp en bild av detta fornminne      |
| Öckerö 48:1             | Fiskeläge                        |              | Öckerö, Bohuslän    |       | 57.664891, 11.663587 | 10162100480001 | Ladda upp en bild av detta fornminne      |
| Öckerö 52:1             | Fiskeläge                        |              | Öckerö, Bohuslän    |       | 57.673259, 11.662274 | 10162100520001 | Ladda upp en bild av detta fornminne      |
| Öckerö 56:1             | Röse                             |              | Öckerö, Bohuslän    |       | 57.739635, 11.672624 | 10162100560001 | Ladda upp en bild av detta fornminne      |
| Öckerö 57:1             | Stensättning                     |              | Öckerö, Bohuslän    |       | 57.721539, 11.688950 | 10162100570001 | Ladda upp en bild av detta fornminne      |
| Öckerö 61:1             | Fiskeläge                        |              | Öckerö, Bohuslän    |       | 57.663996, 11.641634 | 10162100610001 | Ladda upp en bild av detta fornminne      |
| Öckerö 62:1             | Fiskeläge                        |              | Öckerö, Bohuslän    |       | 57.665175, 11.642553 | 10162100620001 | Ladda upp en bild av detta fornminne      |
| Öckerö 64:1             | Fiskeläge                        |              | Öckerö, Bohuslän    |       | 57.665099, 11.644818 | 10162100640001 | Ladda upp en bild av detta fornminne      |
| Öckerö 68:1             | Röse                             |              | Öckerö, Bohuslän    |       | 57.795878, 11.574253 | 10162100680001 | Ladda upp en bild av detta fornminne      |
| Öckerö 68:2             | Röse                             |              | Öckerö, Bohuslän    |       | 57.795869, 11.574476 | 10162100680002 | Ladda upp en bild av detta fornminne      |
| Öckerö 69:1             | Röse                             |              | Öckerö, Bohuslän    |       | 57.796587, 11.572270 | 10162100690001 | Ladda upp en bild av detta fornminne      |
| Öckerö 70:1             | Röse                             |              | Öckerö, Bohuslän    |       | 57.796006, 11.573569 | 10162100700001 | Ladda upp en bild av detta fornminne      |
| Öckerö 71:1             | Fiskeläge                        |              | Öckerö, Bohuslän    |       | 57.782200, 11.635250 | 10162100710001 | Ladda upp en bild av detta fornminne      |
| Öckerö 73:2             | Lägenhetsbebyggelse              |              | Öckerö, Bohuslän    |       | 57.781372, 11.635310 | 10162100730002 | Ladda upp en bild av detta fornminne      |
| Öckerö 75:1             | Fiskeläge                        |              | Öckerö, Bohuslän    |       | 57.704230, 11.620503 | 10162100750001 | Ladda upp en bild av detta fornminne      |
| Öckerö 81:1             | Hällristning                     |              | Öckerö, Bohuslän    |       | 57.706618, 11.643873 | 10162100810001 | Ladda upp en bild av detta fornminne      |
| Öckerö 90:1             | Ristning, medeltid/historisk tid |              | Öckerö, Bohuslän    |       | 57.709263, 11.680273 | 10162100900001 | Ladda upp en bild av detta fornminne      |
| Öckerö 101:1            | Fiskeläge                        |              | Öckerö, Bohuslän    |       | 57.734664, 11.640199 | 10162101010001 | Ladda upp en bild av detta fornminne      |
| Öckerö 103:1            | Fiskeläge                        |              | Öckerö, Bohuslän    |       | 57.740378, 11.634434 | 10162101030001 | Ladda upp en bild av detta fornminne      |
| Öckerö 111:2            | Stensättning                     |              | Öckerö, Bohuslän    |       | 57.726964, 11.636173 | 10162101110002 | Ladda upp en bild av detta fornminne      |
| Öckerö 112:1            | Röse                             |              | Öckerö, Bohuslän    |       | 57.723743, 11.642140 | 10162101120001 | Ladda upp en bild av detta fornminne      |
| Öckerö 116:1            | Fiskeläge                        |              | Öckerö, Bohuslän    |       | 57.732849, 11.637112 | 10162101160001 | Ladda upp en bild av detta fornminne      |
| Öckerö 117:1            | Fiskeläge                        |              | Öckerö, Bohuslän    |       | 57.733520, 11.636064 | 10162101170001 | Ladda upp en bild av detta fornminne      |
| Öckerö 118:1            | Fiskeläge                        |              | Öckerö, Bohuslän    |       | 57.734030, 11.635597 | 10162101180001 | Ladda upp en bild av detta fornminne      |
| Öckerö 119:1            | Röse                             |              | Öckerö, Bohuslän    |       | 57.732807, 11.635825 | 10162101190001 | Ladda upp en till bild av detta fornminne |
| Öckerö 120:1            | Stensättning                     |              | Öckerö, Bohuslän    |       | 57.734643, 11.648402 | 10162101200001 | Ladda upp en bild av detta fornminne      |
| Öckerö 258:1            | Fiskeläge                        |              | Öckerö, Bohuslän    |       | 57.688472, 11.634629 | 10162102580001 | Ladda upp en bild av detta fornminne      |
| Öckerö 275:1            | Husgrund, historisk tid          |              | Öckerö, Bohuslän    |       | 57.759696, 11.630076 | 10162102750001 | Ladda upp en bild av detta fornminne      |
| Öckerö 275:2            | Husgrund, historisk tid          |              | Öckerö, Bohuslän    |       | 57.759763, 11.629627 | 10162102750002 | Ladda upp en bild av detta fornminne      |
| Öckerö 275:3            | Husgrund, historisk tid          |              | Öckerö, Bohuslän    |       | 57.759294, 11.629605 | 10162102750003 | Ladda upp en bild av detta fornminne      |
| Öckerö 276:1            | Husgrund, historisk tid          |              | Öckerö, Bohuslän    |       | 57.760759, 11.632610 | 10162102760001 | Ladda upp en bild av detta fornminne      |
| Öckerö 277:1            | Husgrund, historisk tid          |              | Öckerö, Bohuslän    |       | 57.760135, 11.632680 | 10162102770001 | Ladda upp en bild av detta fornminne      |
| Öckerö 279:1            | Husgrund, historisk tid          |              | Öckerö, Bohuslän    |       | 57.783873, 11.631566 | 10162102790001 | Ladda upp en bild av detta fornminne      |
| Öckerö 279:2            | Husgrund, historisk tid          |              | Öckerö, Bohuslän    |       | 57.783738, 11.631799 | 10162102790002 | Ladda upp en bild av detta fornminne      |
| Öckerö 282:1            | Husgrund, historisk tid          |              | Öckerö, Bohuslän    |       | 57.771995, 11.678924 | 10162102820001 | Ladda upp en bild av detta fornminne      |
| Öckerö 283:1            | Husgrund, historisk tid          |              | Öckerö, Bohuslän    |       | 57.771239, 11.680001 | 10162102830001 | Ladda upp en bild av detta fornminne      |
| Öckerö 287:1            | Husgrund, historisk tid          |              | Öckerö, Bohuslän    |       | 57.755720, 11.687440 | 10162102870001 | Ladda upp en bild av detta fornminne      |
| Öckerö 287:2            | Husgrund, historisk tid          |              | Öckerö, Bohuslän    |       | 57.756066, 11.687432 | 10162102870002 | Ladda upp en bild av detta fornminne      |
| Öckerö 288:1            | Husgrund, historisk tid          |              | Öckerö, Bohuslän    |       | 57.757537, 11.687777 | 10162102880001 | Ladda upp en bild av detta fornminne      |
| Öckerö 288:2            | Husgrund, historisk tid          |              | Öckerö, Bohuslän    |       | 57.757461, 11.688019 | 10162102880002 | Ladda upp en bild av detta fornminne      |
| Öckerö 292              | Röse                             |              | Öckerö, Bohuslän    |       | 57.739493, 11.675945 | 12000000041280 | Ladda upp en bild av detta fornminne      |